# 奧霍獅子魚
奧霍獅子魚（学名：Liparis ochotensis）為輻鰭魚綱鮋形目杜父魚亞目獅子魚科的其中一種，分布於北太平洋區，從日本海、鄂霍次克海、韃靼海峽至白令海海域，棲息深度可達761公尺，為底棲性魚類，體長可達59.8公分，屬肉食性，生活習性不明。